# Темнокрылка мрачная
Темнокрылка мрачная (лат. Hemipenthes morio) — вид насекомых отряда Двукрылые, семейства Жужжала, рода Темнокрылки.

## Биологическое писание
Тело тёмно-коричневое, особенно на боковой стороне брюшка. Крылья имеют светлую область, расположенную вблизи вершины, и темную область вблизи рёберного края, разделённые зигзагообразным делением. Темная область крыльев почти доходит до конца брюшка. Хоботок короткий, не выступает за пределы ротовой полости.
Личинки являются сверхрпаразитами (паразитами паразитов), в основном развивающимися в личинках мух-тахин (Diptera, Tachinidae), а также в личинках наездников (Hymenoptera, Ichneumonidae), паразитирующих на гусеницах совок (Noctuidae).
Взрослые особи вырастают до 7—10 миллиметров в длину, размах крыльев достигает 5—15 миллиметров. Встречаются с мая по август. Питаются нектаром и пыльцой.

## Ареал
Распространена в большей части Европы, США, Канаде, южной Сибири, Казахстане, Кавказе, в районе озера Байкал.